# Christine Janowski
Johanna Christine Janowski (geb. Bärmann, * 28. Mai 1945 in Weilburg) ist eine deutsche evangelische Theologin und emeritierte Professorin für Systematische Theologie an der Theologischen Fakultät der Universität Bern. Sie ist mit dem Tübinger Alttestamentler Bernd Janowski verheiratet.
Sie studierte zunächst Musik (Violine) am Bergischen Landeskonservatorium, später Germanistik, Philosophie und Theologie und war wissenschaftliche Assistentin bei Eberhard Jüngel in Tübingen. Sie habilitierte sich mit einer Arbeit über die Frage der Allerlösung und wurde 1994 auf den Lehrstuhl für Systematische Theologie (Dogmatik und Philosophiegeschichte) der (damals Evangelisch-)Theologischen Fakultät der Universität Bern berufen.

## Werke
- Eschatologischer Dualismus? Erwägungen zum „doppelten Ausgang“ des Jüngsten Gerichts. In: Jahrbuch für Biblische Theologie. 9 (1994), S. 175–218, ISSN 0935-9338.
- Allerlösung. Annäherung an eine entdualisierte Eschatologie (= Neukirchener Beiträge zur systematischen Theologie 23). 2 Bände. Neukirchener Verlag, Neukirchen-Vluyn 2000, ISBN 3-7887-1728-9.